# Hội UFO học Hồng Kông
Hội UFO học Hồng Kông (tiếng Trung: 香港飛碟學會) là một nhóm ở Hồng Kông chuyên nghiên cứu về UFO và người ngoài hành tinh, do Phương Trọng Mãn và những người yêu thích nghiên cứu UFO thành lập vào năm 1996. Mục đích của hội này nhằm "quảng bá thông tin về UFO". Hội trưởng hiện tại là Phương Trọng Mãn.
Hội trưởng Phương Trọng Mãn đã chỉ ra trong một cuộc phỏng vấn năm 1999: So với các nước khác, sự quan tâm và hiểu biết của hầu hết người dân Hồng Kông về nền văn minh ngoài Trái Đất rất thờ ơ. Vì vậy, hội tích cực tổ chức nhiều hoạt động khác nhau nhằm khơi dậy sự quan tâm của người dân Hồng Kông đối với nền văn minh ngoài hành tinh.
Hội thường xuyên chủ trì các buổi diễn thuyết. Kể từ năm 2012, sự kiện "Hội nghị UFO Quốc tế Hồng Kông" được tổ chức hàng năm. Năm 2019, hội thực hiện "Hội chợ Triển lãm Văn minh Ngoài Hành tinh" đầu tiên ở châu Á. Từ năm 2013, hội cho xuất bản tạp chí Bên ngoài Vũ trụ, vốn được coi là ấn phẩm UFO đầu tiên ở Hồng Kông.